# Station 't Heilig Land
Station 't Heilig Land was een station aan de voormalige spoorlijn Nijmegen - Kleef.
Het station was gelegen ten zuiden van de Scheidingsweg net in de gemeente Heumen maar aan de rand van Nijmegen vlak bij het dorp Heilig Landstichting (gemeente Berg en Dal). Het station was geopend van 1918 tot 1925 en had geen stationsgebouw. Wel was er een wachterswoning.
Hoewel het station ook aan de spoorlijn Nijmegen - Venlo gelegen was, had deze lijn er geen halte. Ter hoogte van het station waren er wel vier sporen. Per abuis wordt vaak gedacht dat het station gelegen was op de plaats van het huidige station Nijmegen Heyendaal, maar dat ligt een stuk noordelijker.